# Piotr Łaguna
Piotr Łaguna herbu Grzymała (ur. 11 października 1905 w Kędziorowie w ówczesnym powiecie szczuczyńskim guberni łomżyńskiej , zm. 27 czerwca 1941 koło Coquelles) – oficer pilot lotnictwa wojskowego II RP i Polskich Sił Powietrznych, podpułkownik (ang. Wing Commander) Królewskich Sił Powietrznych.

## Życiorys
Pochodził z gałęzi podlaskiej rodziny Łagunów herbu Grzymała. Był synem Piotra dzierżawcy majątku w Kędziorowie i jego żony Julianny z Chludzińskich herbu Cholewa. Ukończył 15 sierpnia 1927 Oficerską Szkołę Lotnictwa w Dęblinie z 28. lokatą. Skierowany w stopniu sierżanta podchorążego do 3 pułku lotniczego w Poznaniu. Mianowany w 1928 podporucznikiem i skierowany do Centrum Wyszkolenia Oficerów Lotnictwa w Dęblinie na kurs pilotażu. W 1930 roku został mianowany porucznikiem. 2 marca 1931 roku został skierowany na kurs w Lotniczej Szkole Strzelania i Bombardowania.
W 2 pułku lotniczym w Krakowie odbył kurs pilotażu myśliwskiego i otrzymał przydział do poznańskiego dywizjonu myśliwskiego. W 1936 został mianowany kapitanem . Studiował w Wyższej Szkole Lotniczej w 1938, a po jej ukończeniu w 1939 został przydzielony do 1 pułku lotniczego w Warszawie. W kampanii wrześniowej uczestniczył jako oficer nawigacyjny XV dywizjonu bombowego.
Przez Rumunię przedostał się do Francji. We Francji był zastępcą dowódcy polskiego Dywizjonu I/145, latającego na lekkich myśliwcach Caudron CR.714 a od 10 czerwca 1940 do końca działań wojennych na tamtym terenie pełnił obowiązki dowódcy po rannym majorze Kępińskim. 10 czerwca zestrzelił niemiecki myśliwiec Bf 109. 21 czerwca razem z żołnierzami dywizjonu ewakuował się statkiem do Anglii. Wstąpił tam do RAF i otrzymał numer służbowy P-1287. Od 26 lipca 1940 był dowódcą eskadry „A” w dywizjonie 302, w którym uczestniczył w bitwie o Anglię, a od 10 grudnia 1940 był dowódcą tegoż dywizjonu. 8 maja 1941 roku został zestrzelony na myśliwcu Hawker Hurricane (nr Z3435) nad kanałem La Manche, lądując na brzegu angielskim na spadochronie. Od 28 maja 1941 dowodził 1 Polskim Skrzydłem Myśliwskim.
27 czerwca 1941 odbywał lot bojowy na samolocie Supermarine Spitfire (nr ser. P 8331, znaki RF-M), który polegał na wymiataniu i ostrzeliwaniu celów naziemnych w rejonie Le Touquet-Paris-Plage – Gravelines we Francji. W rejonie Calais podczas ataku na niemieckie lotnisko samolot Łaguny został trafiony pociskiem z działka przeciwlotniczego i runął na ziemię koło Coquelles. Pilot zginął. Został pochowany na cmentarzu Pihen-lès-Guînes we Francji, grób nr 6, rząd A, działka wojskowa. Pośmiertnie mianowany podpułkownikiem .
Zaliczono mu 1 zestrzelenie pewne, został sklasyfikowany na 274 pozycji listy Bajana.
Był mężem Wandy, miał dwójkę dzieci - Ewę i Jana. Jego rodzina znalazła się na terenach okupowanych przez ZSRR, przez Indie przedostali się do Australii.

## Ordery i odznaczenia
- Krzyż Srebrny Orderu Wojennego Virtuti Militari nr 9093
- Krzyż Walecznych
- Medal Lotniczy
- Krzyż Kawalerski Orderu Korony Jugosłowiańskiej (przed 1935)[16]

## Upamiętnienie
Piotr Łaguna został doceniony przez Scotta Booth, brytyjskiego założyciela organizacji non-profit "LAGUNA'S Spitfire Legacy", w którym to opisuję historię tego dzielnego pilota oraz ogólny nieoceniony wkład wszystkich polskich lotników w bitwie o Anglię, ponad 18 tysięcy kobiet i mężczyzn, by podtrzymać pamięć o nich i szerzyć tę spuściznę na wszelkich imprezach awiacyjnych i w brytyjskich szkołach. Pomysł założenia LSL powstał po tym, gdy w roku 1986 znaleziono silnik Rolls-Royce Merlin, 3 metry pod ziemią na terenie Francji z jak się później okazało rozbitego Spifire'a P8331 Łaguny. Silnik nabył Scott Booth i początkowo po odrestaurowaniu zamierzał zrobić z niego stolik do kawy. Jednakże gdy okazało się, że silnik posiada nadal czytelne numery i udało się sprawdzić jego historię, zarzucił projekt i z członkami swojej rodziny utworzył organizację, która nagłaśnia dokonania polskiego dywizjonu 302 oraz najbardziej znanego 303. To właśnie im między innymi, jak wspominał założyciel organizacji, Winston Churchill zawdzięczał tak wiele, w swych legendarnych już słowach: "Never in the field of human conflict was so much owed by so many to so few." "Nigdy w dziejach wojen tak liczni nie zawdzięczali tak wiele tak nielicznym."
Celem LSL jest budowa repliki Spitfire′a Piotra Łaguny. Jeden z członków organizacji, marynarz Royal Navy Jack Booth, został za te działania w 2024 roku odznaczony brązowym Medalem Wojska Polskiego.